# Oxira tibetica
Oxira tibetica là một loài bướm đêm trong họ Noctuidae.